# Ромілії
Ромілії — патриціанський рід Стародавнього Риму. Доводився ріднею першому цареві Риму — Ромулу. Своє ім'я цей рід отримав від римської триби тією ж назви. Мали когномен Рок.

## Найвідоміші Ромілії
- Тит Ромілій Рок Ватикан, консул 455 року до н. е., децемвір 451 року до н. е., один із авторів Закону дванадцяти таблиць 450 року до н. е.